# Campeonato Uruguayo de Fútbol Femenino Divisional C
El Campeonato Uruguayo de Fútbol Femenino de Tercera División o Divisional C es la tercera categoría del sistema de ligas de fútbol femenino de Uruguay, organizada por la Asociación Uruguaya de Fútbol. Esta liga comenzó a disputarse en el 2022 y es la primera vez que hay una tercera división en el fútbol femenino de mayores.

## Formato
Esta liga se disputa en dos etapas, apertura y clausura, para definir el equipo campeón y el ascenso a segunda división.

## Equipos participantes (2022)
Para el campeonato del 2022 se confirmó la participación de los siguientes equipos:
| Club             | Localía                      | Estadio              | Temporadas | Última temp.  |
| ---------------- | ---------------------------- | -------------------- | ---------- | ------------- |
| La Luz           | Canelones (Parque del Plata) | -                    | 1          | NC            |
| Huracán Buceo    | Montevideo                   | Parque Huracán Buceo | 1          | NC            |
| Cerrito          | Montevideo                   | -                    | 1          | NC            |
| Paso de la Arena | Montevideo                   | -                    | 1          | NC            |
| Keguay           | Canelones (Toledo)           | Parque Keguay        | 1          | Decrecimiento |
| UdelaR           | Montevideo                   | -                    | 1          | Decrecimiento |
| Cerro            | Montevideo                   | -                    | 1          | Decrecimiento |

## Ediciones disputadas
| Temp.        | N.º | E.P. | Campeón          | Subcampeón | Torneos cortos             | Torneos cortos   | Goleadora                  | DT Campeón       |
| ------------ | --- | ---- | ---------------- | ---------- | -------------------------- | ---------------- | -------------------------- | ---------------- |
| Divisional C |     |      |                  |            |                            |                  |                            |                  |
| 2022         | 1   | 7    | La Luz City Park | Cerro      | Apertura: La Luz City Park | Clausura: Udelar | Lucía Pérez (Cerrito) - 15 | Víctor Pellejero |